# Cyptocephala bimini
Cyptocephala bimini är en insektsart som först beskrevs av Ruckes 1952.  Cyptocephala bimini ingår i släktet Cyptocephala och familjen bärfisar. Inga underarter finns listade i Catalogue of Life.